# Principat de Kilis
El principat de Kilis fou un estat autònom kurd, emparentat al prínceps de Hakkari i als d'Amadiya. L'ancestre de la nissaga fou Mand (Mantansha) que havia servit als aiúbides i va rebre la comarca de Kusayr (prop d'Antioquia de l'Orontes) en feu. El yazidis de Kusayr li van donar suport així com els que habitaven entre Hamat i Marash així com els kurds de Djom i de Kilis. En l'època dels mamelucs al segle XV i després del 1517 sota Selim I (sultà otomà del 1512 al 1520) van sorgir divergències entre els yazidis i la nissaga reial. Aquesta darrera va restar al poder amb dificultats.